# Грюнвальдские мечи

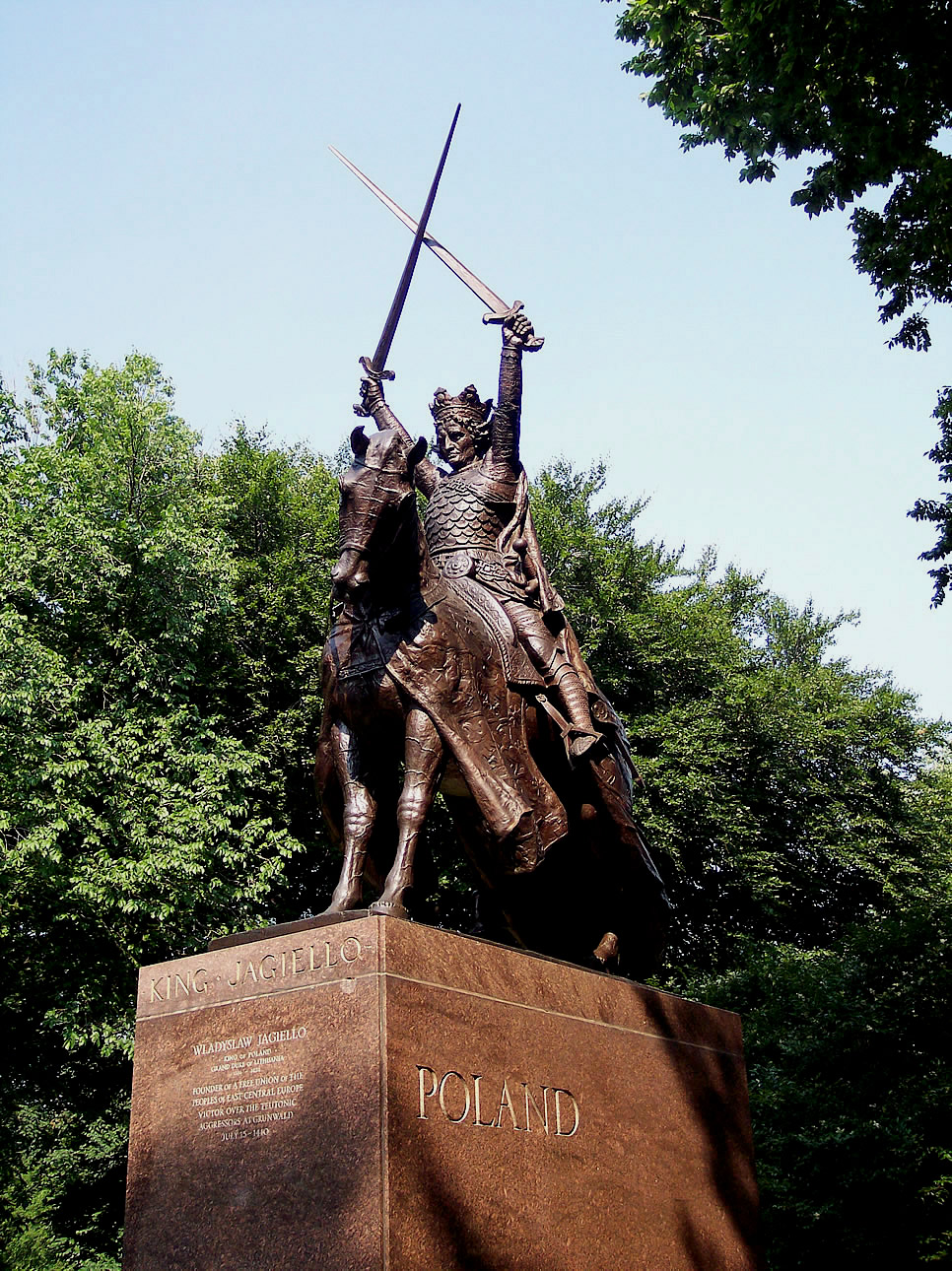
Памятник королю Ягайле (Нью-Йорк) со скрещёнными Грюнвальдскими мечами.
Центральный парк, Нью-Йорк, США

Грюнвальдские мечи (иногда Мечи Грюнвальда (пол. miecze grunwaldzkie)) — два боевых меча, которые 15 июля 1410 года перед Грюнвальдской битвой великий магистр Тевтонского ордена Ульрих фон Юнгинген отправил королю Польскому Ягайло и великому князю Литовскому Витовту в качестве официального вызова на бой. После польско-литовской победы оба меча в качестве военных трофеев были отправлены в резиденцию короля Ягайло в Кракове. Со временем два этих клинка стали символом, отражающим власть монарха над двумя народами: королевства Польского и великого княжества Литовского. Использовались в церемониях коронации большинства польских королей в XVI—XVIII веках. После раздела Речи Посполитой бесследно пропали в 1853 году. Два меча, тем не менее, остаются символом военной победы Польши и Литвы и является важной частью исторической памяти двух народов.

## История оружия
Грюнвальдская битва — один из эпизодов Великой войны 1409—1411 годов между польско-литовской коалицией во главе с королём Ягайло и великим князем Литовским Витовтом, с одной стороны, и Тевтонским орденом во главе с великим магистром Ульрихом фон Юнгингеном, с другой. Это сражение стало решающим в войне и одним из крупнейших в средневековой Европе.
Утром 15 июля 1410 года войска польско-литовской коалиции готовились к бою, когда появились герольды противника, несущие два обнажённых меча. Они просили встречи с обоими монархами-союзниками, но, поскольку Витовт готовил литовские войска на правом фланге, их принял только Ягайло. Согласно хронике историка Яна Длугоша, они огласили следующее послание:

Светлейший король! Великий магистр Пруссии Ульрих шлёт тебе и твоему брату (они опустили как имя Витовта, так и его титул) через нас, герольдов, присутствующих здесь, два меча как поощрение к предстоящей битве, чтобы ты с ними и со своим войском незамедлительно и с большей отвагой, чем ты выказываешь, вступил в бой и не таился дольше, затягивая сражение и отсиживаясь среди лесов и рощ. Если же ты считаешь поле тесным и узким для развёртывания твоего строя, то магистр Пруссии Ульрих, чтобы выманить тебя в бой, готов отступить, насколько ты хочешь, от ровного поля, занятого его войском; или выбери любое Марсово поле, чтобы дольше не уклоняться от битвы…
В это время боевой строй Тевтонского ордена переформировался, отступив на несколько сотен метров. Король Ягайло принял вызов, вступил в бой и спустя несколько часов одержал убедительную победу.
Король отправил мечи в Краков на хранение вместе с другими военными трофеями и тевтонскими знамёнами — так называемыми Прусскими хоругвями — в сокровищницу королевского замка Вавель. Вскоре «два прусских меча», как они были описаны при казначейской инвентаризации 1633 года, стали рассматриваться как элемент королевских регалий Польши. Они использовались в коронации почти всех королей на протяжении существования Речи Посполитой. Во время церемонии коронуемого монарха трижды осеняли Щербецом (или другим церемониальным мечом). После этого один из епископов, проводящих обряд, вручал Грюнвальдские мечи королю, а тот, в свою очередь, передавал их польскому и литовскому меченосцам. При последующем прохождении торжественной процессии они шли чуть сзади правителя справа и слева от него.
В отличие от Щербеца и других церемониальных мечей Польского королевства Грюнвальдские мечи являлись простым боевым оружием, которое было типично для первой половины XV века. Спустя некоторое время после получения они были украшены рукоятями из позолоченного серебра. Кроме того, щит с гербом Польши — Белым Орлом — был прикреплён к пяте клинка одного меча и, аналогично, щит с литовским гербом — к другому.
В последний раз Грюнвальдские мечи участвовали в коронации Станислава Августа Понятовского в 1764 году в Варшаве. Упоминаются они и при инвентаризации королевской казны в 1792 году. Во время восстания Костюшко в 1794 году Краков был захвачен прусской армией. Вавельский замок был также оккупирован, а его хранилища подверглись разграблению. Прусские солдаты, по всей вероятности, не подозревали об исторической ценности двух простых железных мечей и оставили их нетронутыми. После последовавшего третьего раздела Польши в 1796 году мечи были изъяты из разорённого хранилища историком Тадеушем Чацким и переданы им принцессе княгине Чарторыйской, которая коллекционировала произведения искусства и польские национальные раритеты. Грюнвальдские мечи разместились среди других экспонатов в так называемом храме Сибиллы в Пулавах. Во время подавления Польского восстания 1830—1831 годов русская императорская армия вошла в город. Перед этим большую часть коллекции из храма Сибиллы вывезли во Францию, а Грюнвальдские мечи укрыли в доме приходского священника в соседнем селе. В 1853 году, после смерти священника, российская жандармерия обнаружила Грюнвальдские мечи в ходе обыска в его доме, они были конфискованы как незаконно хранящееся оружие. Дальнейшая судьба Грюнвальдских мечей неизвестна.

## Символизм мечей, их образ в культуре

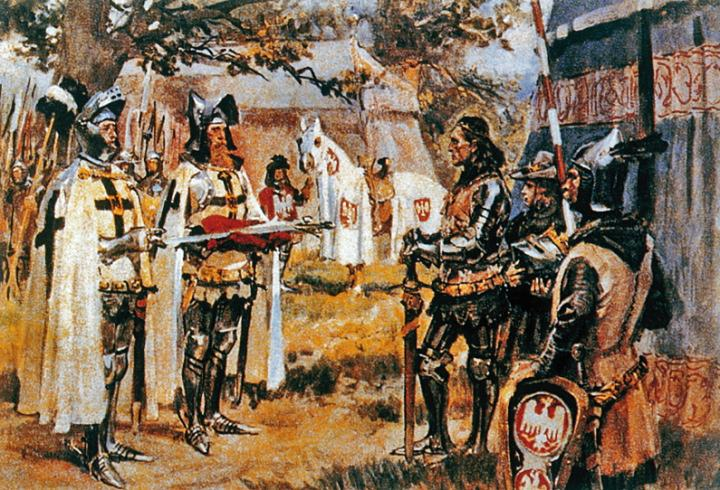
«Два меча»
Войцех Коссак, 1909 год. Холст, масло

О трактовке значения, которое лидеры Тевтонского ордена придавали двум вручённым мечам, до настоящего времени ведутся дискуссии. Наиболее распространённой является версия о провокации: в традициях того исторического периода на обнажённое оружие и откровенно издевательский тон послания Ягайло и Витовт должны были немедленно отреагировать непродуманной атакой. По мнению современных польских публицистов, великий магистр придавал своему дару исключительно религиозный смысл с отсылкой к Евангелию от Луки: «Они сказали: Господи! вот, здесь два меча. Он сказал им: довольно» (22:38). Ответом, что у него достаточно своих мечей, Ягайло якобы продемонстрировал непонимание аллюзии на библейский сюжет.
Существует и другой взгляд на вручение мечей. В отличие от рыцарей на картине польского художника Войцеха Коссака, облачённых в белые плащи с типичными для своего ордена символами, в хронике Дуглоша подробно и совершенно иначе описаны посланцы из прусского лагеря. Один из них нёс герб императора Священной Римской империи Сигизмунда: чёрный орёл в жёлтом поле, второй — герб герцога Померании Казимира V: красный грифон в серебряном поле. На основании этого возможно предположить, что подобный дар был обычным для своего времени светским вызовом на бой, демонстрирующим уважение к противнику. Учитывая полное неприятие рыцарями ордена светских ритуалов, можно предположить даже то, что подобные действия не были напрямую санкционированы великим магистром. Косвенно это подтверждает и тот факт, что большое количество польских дворян, участвовавших в битве на стороне тевтонцев, после своего пленения были приглашены на пир к Ягайло в качестве гостей, а позже с почётом отпущены, в отличие от рыцарей и прочих наёмников. Для знати война оставалась ритуалом мужественным и благородным, а не способом уничтожения равных себе во имя той или иной веры.
Образ двух Грюнвальдских мечей использовался в искусстве и геральдике многократно. В 1938 году польская почта выпустила марку в память о короле Владиславе Ягайло и королеве Ядвиге. Среди прочих регалий там были изображены Грюнвальдские мечи. Это послужило поводом к дипломатическому протесту со стороны нацистской Германии. Для «поддержания добрососедских отношений» польское Министерство иностранных дел обязало почтовое ведомство вывести марку из обращения. В экземплярах 1939 года мечи были заменены геральдическим орнаментом.
Широко известен памятник Ягайло в Центральном парке Нью-Йорка, где король изображён верхом с двумя скрещёнными над головой клинками. Он был создан к Всемирной выставке 1939 года по проекту скульптора Станислава Островского. Польская делегация, прибывшая на церемонию открытия, из-за начала Второй мировой войны осталась в Соединённых штатах вместе с так и не открытым памятником. В 1945 году его установили на гранитный постамент проекта американского архитектора.
В ноябре 1943 года учреждён военный Орден «Крест Грюнвальда», на котором в золотом щите были изображены два Грюнвальдских меча, направленные остриями вниз. Им награждали за «доблесть в борьбе с оккупантами, за свободу и независимость Польши, заслуги в организации вооружённых сил, успешном проведении боевых операций, как польских, так и иностранных граждан». В 1992 году орден отменён.
Грюнвальдские мечи являются элементами нагрудного знака «Грюнвальд-Берлин», медали «Братство по оружию», герба сельской волости Грунвальд.